# 交響曲第1番 (ハチャトゥリアン)
交響曲第1番ホ短調（Симфония № 1）は、アラム・ハチャトゥリアンがモスクワ音楽院の卒業作品として1934年に作曲した交響曲。

## 作曲の経緯
ハチャトゥリアンはモスクワ音楽院卒業後、大学院生として更に2年間ニコライ・ミャスコフスキーに学ぶことが決まっていたが、卒業資格証書を受け取るため音楽院に卒業作品を提出する必要があった。ハチャトゥリアンは卒業作品として交響曲を作曲することを決め、また、アルメニアのソビエト連邦加入15周年を記念した祝典曲とすることとした。卒業試験においてミャスコフスキー、グリエール、シェバリーンら5人からなる卒業検定委員会は本作を一致して「優」と評価した。赤軍に献呈され、初演後、1960年と1962年に部分的に改訂されている。

## 初演
四手ピアノ版は1934年6月11日にモスクワ音楽院卒業試験で作曲家レフ・ステパーノフとピアニストニーナ・ムシニヤンにより演奏された。管弦楽版は翌1935年4月23日にモスクワ音楽院大ホールにて当時モスクワで活動していたハンガリー出身の指揮者オイゲン・セーンカルの指揮、モスクワ・フィルハーモニー交響楽団の演奏により初演された。レニングラード初演はモスクワ初演のちょうど1年後の1936年4月23日にフリッツ・シュティードリーの指揮で行われている。

## 楽曲構成
3楽章からなる。演奏時間は約40分。
- 第1楽章 アンダンテ・マエストーソ・コンパッショーネ‐アレグロ・マ・ノン・トロッポ
- 第2楽章 アダージョ・ソステヌート
- 第3楽章 アレグロ・リゾルート